# Polybotrya fractiserialis
Polybotrya fractiserialis là một loài thực vật có mạch trong họ Dryopteridaceae. Loài này được (Baker) J. Sm. miêu tả khoa học đầu tiên năm 1875.